# Canaletta Ghisiliera
La canaletta Ghisiliera è un canale artificiale parzialmente coperto che fa parte del sistema dei canali di Bologna.

## Percorso
Nasce dal canale del Reno all'altezza di via Sabotino 27 a pochi metri dal Ponte degli Stecchi dove il torrente Ravone scavalca il canale, poco prima dell'Opificio delle acque. Dopo i primi 150 metri scoperti entra in uno scatolare sotterrano per attraversare via Montenero e via Aurelio Saffi e riaffiora accanto ad alcuni edifici in via del Chiù 8 dove continua costeggiando i Prati di Caprara a fianco del torrente Ravone per poi attraversarlo e continuare verso nord fino a Trebbo di Reno dove si getta nel fiume Reno all'altezza di via Lame 286 dopo un percorso di 9,9 km.

## Storia
Nel 1444 tal Michele Picciolpassi ottenne la concessione di derivare acque dalla sponda sinistra del canale di Reno, con derivazione da effettuarsi presso il molino della Canonica. Il Picciolpassi però rinunciò a tale concessione cedendola nel 1472 a Francesco di Bonaparte Ghisilieri, che l’anno prima aveva ottenuto il permesso di erigere a proprie spese un molino da alimentare con le acque del torrente Ravone o del rio Meloncello.
Francesco Ghisilieri pensò di utilizzare le acque della canaletta, di cui aveva appena ottenuto la concessione di uso, per azionare il proprio molino, ma aveva la necessità di spostare il foro di derivazione più a valle per essere meglio funzionale a questa necessità. Il privilegio di traslocare la derivazione, nel punto dove ora si trova, fu concesso dal cardinale Francesco Gonzaga nel 1473 e quello dell’erezione del molino fu sanzionata dal papa Sisto IV con bolla del 1 marzo 1483. Il molino, che all’inizio del XVI secolo era già in piena attività, è il molino Ghisilieri o di Ravone, poi Lazzari presso via Prati di Caprara.
Nel 1506 Virgilio Ghisilieri, figlio ed erede di Francesco, nell’ambito di una vendita di terreni ad Antonio Maria Caprara, cedette a quest’ultimo l’uso di parte delle acque della canaletta. Nel 1508 Virgilio Ghisilieri ottenne il permesso di prelevare maggiore acqua dal Canale di Reno, per fare fronte alle aumentate necessità, allargando il foro esistente ed aprendone un secondo.
Nel 1509 Virgilio Ghisilieri cedette all’Università delle Moline sia il molino di Ravone, sia la canaletta.